# Danuta Szostak
Danuta Szostak (ur. 1955) – polska dyplomatka, Konsul Generalna RP w Reykjavíku (2008–2012).

## Życiorys
Danuta Szostak wychowała się w Gdańsku. Ukończyła studia politologiczne o specjalizacji skandynawskiej na Wydziale Stosunków Międzynarodowych Moskiewskiego Państwowego Instytutu Stosunków Międzynarodowych. Następnie w 1980 związała się zawodowo z Ministerstwem Spraw Zagranicznych. Pracowała w: Gabinecie Ministra, Protokole Dyplomatycznym, Biurze Kadr i Szkolenia. Dwukrotnie pełniła funkcję naczelniczki wydziału, w tym Wydziału Przywilejów i Immunitetów Dyplomatycznych. W 2001 została urzędniczką mianowaną służby cywilnej, a w 2006 weszła w skład państwowego zasobu kadrowego. Trzykrotnie pracowała w pionie konsularnym Ambasady w Oslo, spędzając tam łącznie blisko 14 lat. Od 18 sierpnia 2008 do 2012 pełniła funkcję konsul generalnej w Reykjavíku.
Zna języki: norweski, duński, angielski, rosyjski i islandzki.